# Zamek Warowny w Batres
Zamek Warowny w Batres – była rezydencja poety Garcilaso de la Vega, który urodził się w Toledo w 1501 r. Jest to jeden z najbardziej cennych i oryginalnych zamków w Regionie Madrytu, w mieście Batres, które znajduje się na południowo-zachodniej części regionu, a graniczy z Toledo nad Guadarammą, rzeką stanowiąca wielkie bogactwo naturalne.
Budowla ta osadzona jest na fundamencie z krzemienia i zbudowana z wypalanej cegły. Stara część zamku to wieża Torre del Homenaje, która wyróżnia się wśród pozostałej części budowli ze względu na proporcję, harmonię i wysunięcie do przodu.
Całość jest na planie czworokąta, z delikatna architekturą o nieco militarnym charakterze. Brama główna zamku jest zaś w gotyku izabelińskiego, wyróżnia się kunsztownym herbem rodu Lasos y Guzmanes. Patio posiada podwójną galerię w stylu plateresk z kolumnami toledańskimi typu z Alcarii, z gotycką studnią w centrum, która ukazuje pozostałości jego wcześniejszej struktury.